# Mielensäpahoittaja (film)
Pour plus de détails, voir Fiche technique et Distribution.
Mielensäpahoittaja est un film finlandais réalisé par Dome Karukoski, sorti en 2014.

## Synopsis
Mielensäpahoittaja (« le ronchon ») doit aller à Helsinki pour se faire soigner la cheville.

## Fiche technique
- Titre : Mielensäpahoittaja
- Réalisation : Dome Karukoski
- Scénario : Dome Karukoski, Pekko Pesonen et Tuomas Kyrö d'après son roman
- Musique : Hilmar Örn Hilmarsson
- Photographie : Pini Hellstedt
- Montage : Harri Ylönen
- Production : Jukka Helle et Markus Selin
- Société de production : Neutrinos Productions, Solar Films et Valofirma Cine Light Rental
- Pays :  Finlande et  Islande
- Genre : Comédie dramatique
- Durée : 102 minutes
- Dates de sortie : 
  -  Finlande : 5 septembre 2014

## Distribution
- Antti Litja : Mielensäpahoittaja
- Petra Frey : Emäntä
- Mari Perankoski : Miniä
- Iikka Forss : Poika
- Viktor Drevitsky : Sergei
- Bruno Puolakainen : Tarasenko
- Alina Tomnikov : Ljudmila
- Janne Reinikainen : Tohtori Kiminkinen
- Timo Lavikainen : Taksinkuljettaja
- Kari Ketonen : Sakke Intonen
- Mikko Neuvonen : Timo
- Sulevi Peltola : Potilas Helminen
- Hanna Karlsson : Mia
- Ronja Porthan : Melissa
- Lenita Susi : Mirkku

## Distinctions
Le film a été nommé pour trois Jussis et a remporté celui du meilleur acteur pour Antti Litja.